# Кардон, Натали
Натали Кардон (фр. Nathalie Cardone; род. 29 марта 1967, По, Атлантические Пиренеи, Франция) — французская актриса и певица. 

## Биография
Натали Кардон родилась на юге Франции в семье сицилийца и испанки.
Снималась в фильме «La Petite Voleuse» (Claude Miller). Известна по песне и клипу «Hasta Siempre», посвященному латиноамериканскому революционеру Че Геваре. Сотрудничала с Лораном Бутонна.
В 2010 году Натали Кардон поднялась на борт турецкого корабля с гуманитарным грузом, который затем отправился в блокированный Израилем сектор Газа.

## Личная жизнь
Она была в браке с Акселем Бауэром; есть сын Джим (род 21 июня 1991). 

## Фильмография
- Странное место для встречи (Drôle d'endroit pour une rencontre) (1988) - Sylvie
- Маленькая воровка (La Petite Voleuse) (1988) — Mauricette
- (J'aurais jamais dû croiser son regard) (1989) — Zoé
- (La Fille des collines) (1990) — Angélina
- Некто (Quidam) (1992) — короткометражный фильм (5 минут)
- Хроники молодого Индианы Джонса (сериал) (Les Aventures du jeune Indiana Jones) (2-й сезон, эпизод 16) (1993) — Fernande Olivier
- Ад (L'Enfer) (1994) — Marylin
- (Le Sourire) (1994) — Brigitte
- Вершина мира (El Techo del mundo) (1995) — Thérèse
- (L'Avocate) (1996) (телевизионный сериал, эпизод Linge sale en famille) -  Fanny
- (Regarde-moi) (1996) — La femme
- (La colère d'une mère) (телефильм) (1997) — Sandrine Dupin

## Дискография

### Студийные альбомы
- 1999 Nathalie Cardone (# 30 Франция, # 26 Бельгия)
- 2008 Servir le beau

### Синглы
| Год  | Сингл                           | Наивысшая позиция | Наивысшая позиция | Наивысшая позиция | Альбом             |
| Год  | Сингл                           | Франция           | Бельгия           | Нидерланды        | Альбом             |
| ---- | ------------------------------- | ----------------- | ----------------- | ----------------- | ------------------ |
| 1997 | Hasta siempre (Chanson)         | 2                 | 1                 | 99                | Nathalie Cardone   |
| 1998 | Populaire                       | 88                | —                 | —                 | Nathalie Cardone   |
| 1999 | ...Mon ange                     | 8                 | 2                 | —                 | Nathalie Cardone   |
| 1999 | Baila si                        | —                 | —                 | —                 | Nathalie Cardone   |
| 1999 | Les hommes de ma vie (promo)    | —                 | —                 | —                 | Nathalie Cardone   |
| 2001 | Que serai-je demain ?           | 92                | —                 | —                 |                    |
| 2003 | Combat Combo                    | 22                | —                 | —                 | Le cœur des femmes |
| 2008 | Yo soy rebelde / Hasta siempre  | 24                | —                 | —                 | Servir le beau     |
| 2008 | Ma sœur (sera jamais ma rivale) | 57                | —                 | —                 | Servir le beau     |
| 2009 | Le temps des fleurs             | 44                | —                 | —                 | Servir le beau     |
| 2009 | Si se calla el cantor           | 43                | —                 | —                 | Servir le beau     |